# Bistum De Aar
Das Bistum De Aar (lat. Dioecesis De Aarensis, engl. Diocese of De Aar) ist eine in Südafrika gelegene römisch-katholische Diözese mit Sitz in De Aar.

## Geschichte
Das Bistum De Aar wurde am 24. März 1953 durch Papst Pius XII. aus Gebietsabtretungen des Bistums Aliwal als Apostolische Präfektur De Aar errichtet. Am 13. April 1967 wurde die Apostolische Präfektur De Aar durch Papst Paul VI. zum Bistum erhoben und dem Erzbistum Kapstadt als Suffraganbistum unterstellt.

## Ordinarien

### Apostolische Präfekten von De Aar
- Aloysius Joseph Dettmer SCJ, 1953–1967

### Bischöfe von De Aar
- Joseph Anthony De Palma SCJ, 1967–1987
- Joseph James Potocnak SCJ, 1992–2009
- Adam Leszek Musiałek SCJ, seit 2009